# Mark Shaw
Pour les articles homonymes, voir Shaw et Mark Shaw (homonymie).
Pas d'image ? Cliquez ici

a Compétitions nationales et continentales officielles uniquement.

b Matchs officiels uniquement.
Dernière mise à jour le 27 août 2018.
Mark Shaw, né le 23 mai 1956 à Palmerston North (Nouvelle-Zélande) est un ancien joueur de rugby à XV néo-zélandais qui a joué 69 fois (dont 30 tests matchs) pour les All-Blacks de 1980 à 1986. C’était un troisième ligne aile, de 1,88 m et 95 kg. 

## Carrière
Shaw est un des meilleurs troisième ligne aile néo-zélandais de tous les temps, parmi ceux qui ont été les plus capés. Grâce à sa grande taille, c’était un bon preneur de balle en touche, il avait aussi la réputation d’être un joueur rugueux qu’il valait mieux avoir comme coéquipier.
En 1979 il a été sélectionné dans l’équipe juniors de Nouvelle-Zélande. 
Dès 1980, il eut ses premières sélections avec les All-Blacks et participa aux tournées en Australie et Pays de Galles. Shaw s’est distingué en jouant 18 des 23 rencontres et marquant 12 essais ! une performance pour un troisième ligne. L’année suivante il fut retenu dans le XV mondial pour jouer contre l'équipe du Pays de Galles. 
En 1981 il disputa les tests matchs contre l'équipe d'Écosse puis deux tests contre les Springboks d'Afrique du Sud. Il finit cette année chargée par des tests contre la Roumanie et la France.
Les années suivantes il joua contre toutes les grandes nations du rugby (Australie en 1982, Lions britanniques en 1983, France en 1984, Angleterre en 1985 ..). Il est invaincu contre la France (4 victoires).
Il a aussi été retenu à nouveau dans un XV mondial en 1983 et pour les matchs qui ont marqué le centenaire de l'IRB en 1986.
Il a joué aussi 87 matchs pour la province de Manawatu, généralement comme capitaine d’équipe.
Shaw s’est reconverti comme entraîneur de l'équipe de Nouvelle-Zélande des moins de 19 ans, de Hawke's Bay en NPC, puis il fait partie du comité de sélection des All Blacks entre 2002 et 2003.

## Palmarès
- Nombre de tests avec les Blacks : 30
- Autres matchs avec les Blacks : 39
- Nombre total de matchs avec les Blacks : 69
- Première cape : 4 juin 1980
- Dernière cape : 6 septembre 1986
- Matchs avec les Blacks par année : 18 en 1980, 11 en 1981, 3 en 1982, 12 en 1983, 13 en 1984, 7 en 1985 et 5 en 1986